# Rostromontia
Genre
Rostromontia est un genre d'opilions laniatores de la famille des Triaenonychidae.

## Distribution
Les espèces de ce genre sont endémiques d'Afrique du Sud.

## Liste des espèces
Selon World Catalogue of Opiliones (30/05/2021) :
- Rostromontia capensis Lawrence, 1931
- Rostromontia granulifera Lawrence, 1931
- Rostromontia truncata Lawrence, 1931

## Publication originale
- Staręga, 1992 : « An annotated check-list of harvestmen, excluding Phalangiidae, of the Afrotropical Region (Opiliones). » Annals of the Natal Museum, vol. 33, no 2, p. 271–336 (texte intégral).